# Haripur Barabari
Haripur Barabari (bengalisch হরিপুর বড়বাড়ি), ist ein Palast in der Horipur Union in Nasirnagar Upazila im Bezirk Brahmanbaria, Bangladesch, früher bekannt als Ostbengal. Dieser Palast wurde im achtzehnten Jahrhundert von Zamindar Krishna Prasad Roy Choudhury (1870–1936) erbaut. 

## Ort
Haripur Barabari steht im Osten des Titas. Dieser wird als Horipur Jamindarbari oder Horipur Rajbari bezeichnet. Dies liegt im Westen des Dorfes und im Südosten 15 km von Nasirnagar entfernt. Besonders in der Regenzeit ist überall Wasser vorhanden, dann nimmt die Schönheit des Palastes zu.

## Konstruktion
Haripur Barabari ist ein mehrstöckiges, dreiteiliges Gebäude. Die Raum- und Stilanordnung impliziert das historische Handwerk, die Architektur und die strukturelle Perfektion. Diese Palastgrenze umfasst fast 5 Hektar Hochland mit 60 Kammern, darunter ein Theater, ein Lagerhaus, Kuhställe, eine Küche, ein Kasino, einen Spielplatz, eine Pagode, einen Tempel, einen kleinen Teich usw. Sechs Treppenhäuser befinden sich an sechs Seiten des Palastes für den ersten Stock und zwei Treppenhäuser für den zweiten Stock. Sechs Schlafzimmer im Nordwesten, vier im Osten und vier im Westen des Teiches. Im Westen des Palastes, der am Fluss endet, befindet sich ein großer Ziegelkai und beide Seiten sind mit Pagoden von Krishna Prasad Roy Choudhury im Norden und Gouri Prasad Roy im Süden dekoriert. Die Menschen in diesem Gebiet nutzten die Flussroute zur Kommunikation und komfortablen Fahrt und höchstwahrscheinlich wurde der Kai als Haupttor für den gleichen Zweck genutzt.

## Geschichte
Die Haripur-Grundbesitzer waren einflussreiche Grundbesitzer, die Nachfolger des Tripura-Staates waren. Die Einwohner von Sunamganj, Chhatak, Dowarabazar und Ajmiriganj zahlten Steuern an die Grundbesitzer. Sie hatten gute Beziehungen zu den Grundbesitzern von Guniauk, einem weiteren Dorf in Nasirnagar Upazila. Nach der Teilung 1947 verließen die Grundherren den Palast und gingen nach Kalkutta. Von diesem Ort aus begannen historische Bootsrennen. Viele Teile des Palastes sind beschädigt, aber es gibt immer noch ein "Pasha-Brett" im zweiten Stock, mit dem Pascha mit seinen Gefährten gespielt wurde. Tanzfläche zur Unterhaltung durch die Tänzer jeden Abend.
Derzeit lebt ein Teil der Nachkommen nur im Erdgeschoss und praktiziert die religiöse Kultur. Haripur Barabari wird nun vom Archäologieministerium von Bangladesch betreut.

## Drehort
Die natürliche Schönheit zieht Produzenten an und viele Filme wurden in Haripur Barabari gedreht.
| Name                                     | Kategorie                                 | Jahr | Produzent                       |
| ---------------------------------------- | ----------------------------------------- | ---- | ------------------------------- |
| Madhu malati (bengalisch মধু মালতি)         | Bengalischer Vollfilm                     | 1999 | Narayan Chandra Ghosh, Indien   |
| Naiori (bengalisch নাইওরী)                 | Bengalischer Telefilm                     | 2001 | Shakur Mazid, Bangladesch       |
| Ghetuputra Komola (bengalisch ঘেটুপুত্র কমলা) | Bengalischer Telefilm (von Humayun Ahmed) | 2012 | Faridur Reza Sagor, Bangladesch |

## Galerie

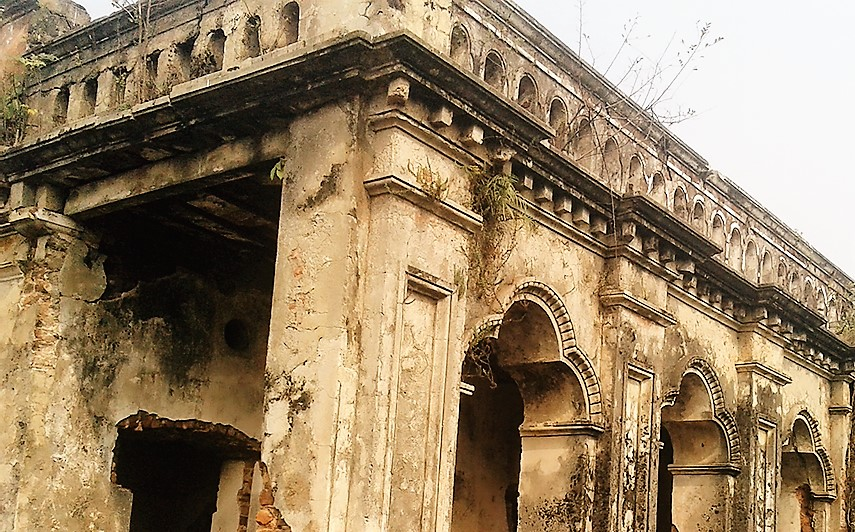
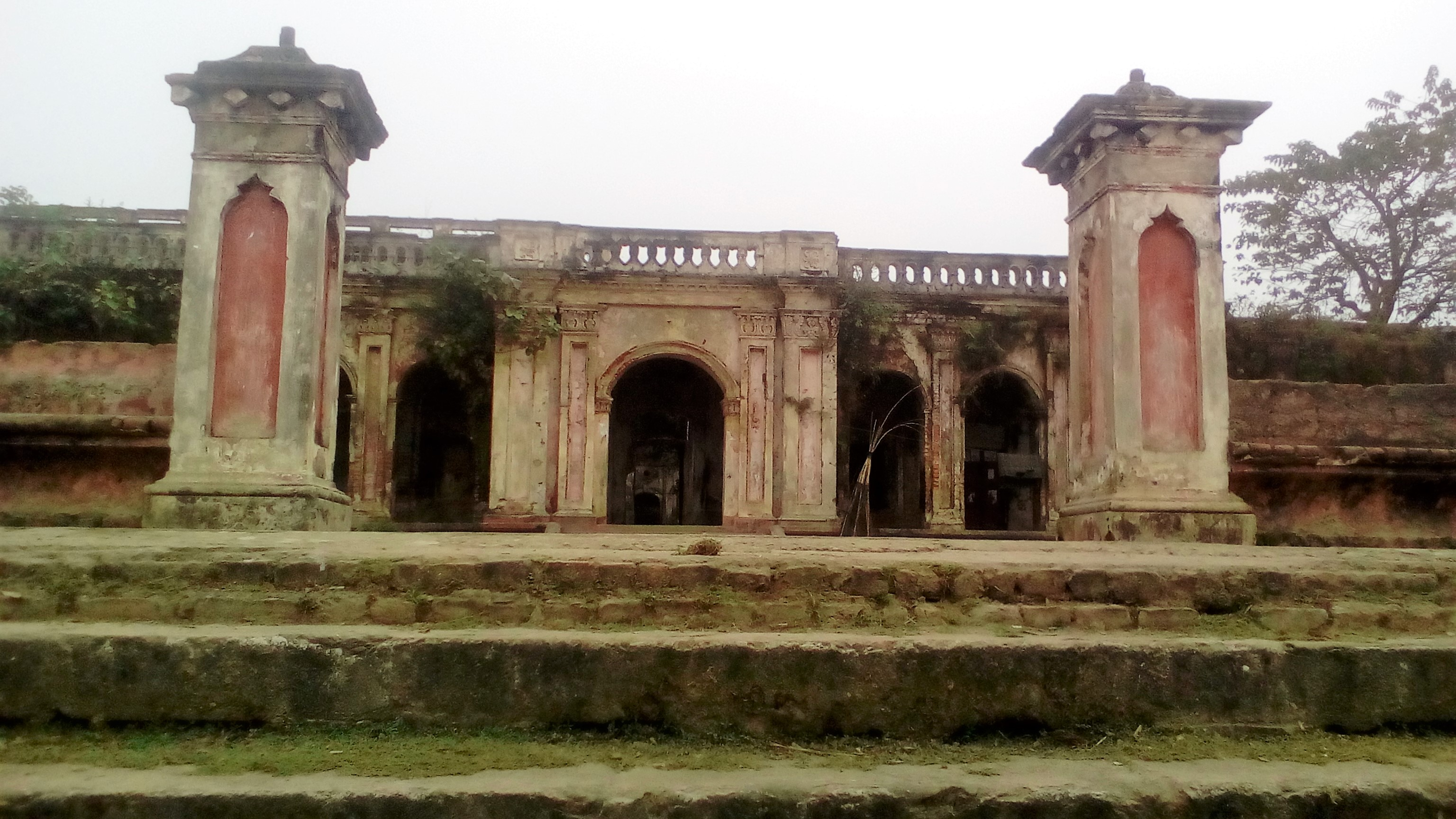
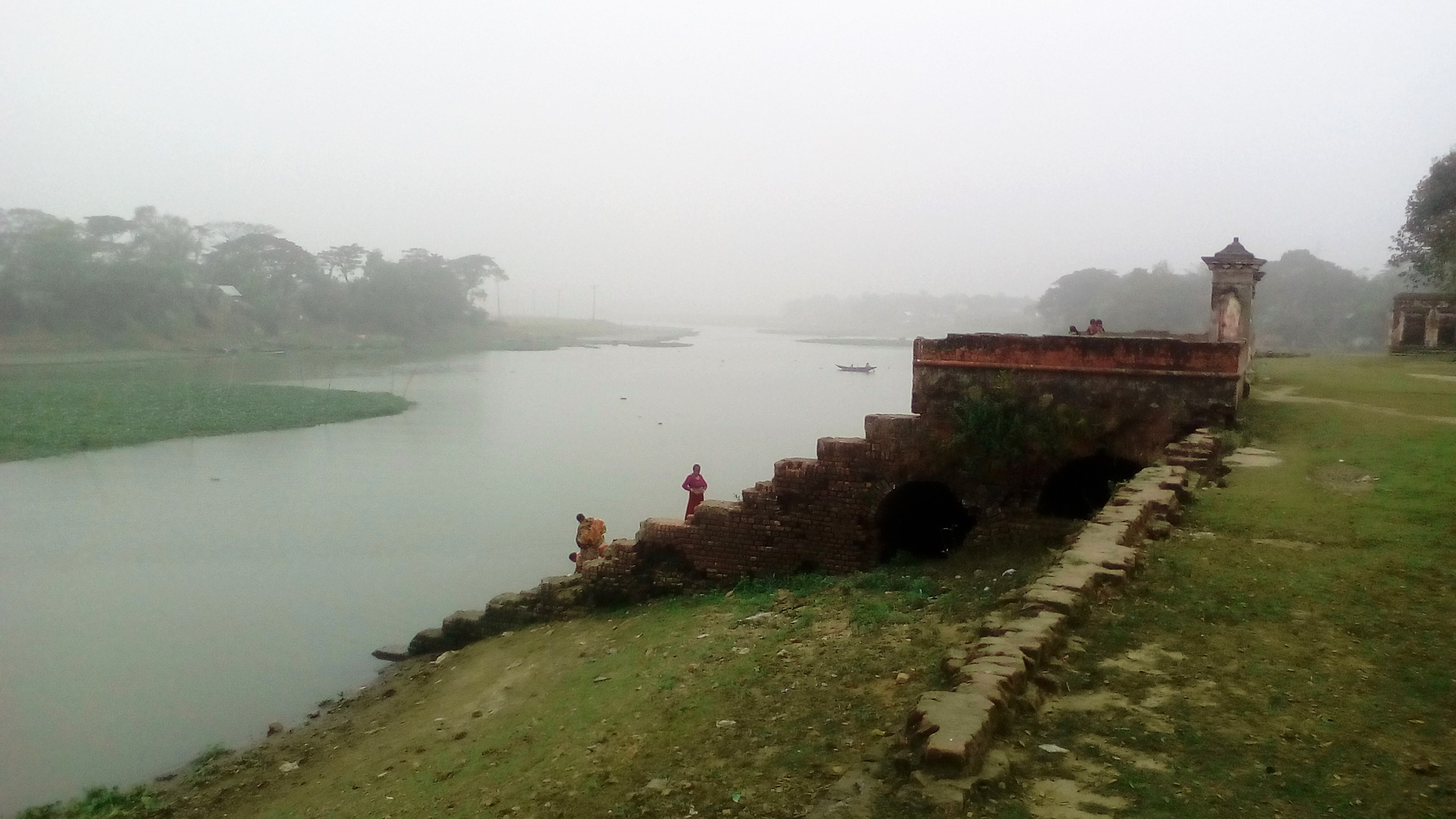